# Hulikatte, Magadi
Hulikatte là một làng thuộc tehsil Magadi, huyện Ramanagara, bang Karnataka, Ấn Độ.